# 城域网
都會網域（Metropolitan Area Network，MAN）指大型的計算機網路，屬於IEEE 802.6標準，是介於LAN和WAN之間能傳輸語音與資料的公用網路。MAN是改進LAN（區域網路）中的傳輸媒介，擴大區域網路的範圍，達到包含一個大學校園、城市或都會區。它是較大型的區域網路，需要的成本較高，但可以提供更快的傳輸速率。例如：某一家企業把在一個城市或同一國家內的服務據點連接起來，就可以稱為一個或多個都會網路。一些常用于城市區網的技術包括：乙太網（10Gbps/100Gbps）、WiMAX（全球互通微波存取）。

## 註解
1. ↑  .   [2014-01-30]. （原始内容存档于2014-02-03）.
2. ↑  01 - 網路的類型 區域網路 都會網路 廣域網路 ( LAN, MAN and WAN ) （页面存档备份，存于）2007年9月
3. ↑  IEEE 802.16e Task Group（Mobile WirelessMAN®） （页面存档备份，存于）2013年12月